# Dunkelstreifiger Scheidling
Der Dunkelstreifige oder Schwarzstreifige Scheidling (Volvariella volvacea) ist eine Pilzart aus der Gattung der Scheidlinge (Volvariella) in der Familie der Dachpilzverwandten (Pluteaceae). Er wird vor allem in Ostasien als Speisepilz auf Stroh gezüchtet. Daher stammen auch die Namen Strohpilz, Reisstrohpilz oder Reisstroh-Scheidling. Der Dunkelstreifiger Scheidling wird gelegentlich in der Gastronomie auch mit dem Trivialnamen Chinesischer Champignon bezeichnet.

## Merkmale

### Makroskopische Merkmale
Der Hut erreicht einen Durchmesser von 3 bis 10 cm. Er ist auf hellem Untergrund rußbraun bis schwärzlich radial überfasert, erscheint in der Mitte teils gänzlich schwarz und wird zum Rand hin aufgrund der auseinanderlaufenden Fasern deutlich heller. Die Huthaut lässt sich abziehen, besitzt aber im Gegensatz zu mehreren verwandten Arten eine trockene Oberfläche und ist gerne mit Velumfetzen bedeckt. Die dicht gedrängten, anfangs weißlichen Lamellen zeigen bald schon eine fleischrötliche Farbe. Der weiße Stiel misst in der Länge 3 bis 9 cm und in der Breite 1,5 bis 9,5 cm. Er besitzt eine fein flockige Oberfläche und ist an der knolligen Basis von einer oft zweilappigen, sackartigen und überwiegend dunkelbraunen bis grauschwärzlichen Volva eingehüllt. Sie ist basal oft blasser strohfarben bis fast weißlich gefärbt und zudem deutlich filzig beschuppt. Das Geruchsspektrum reicht von unspezifisch bis leicht pelargonienartig.

### Mikroskopische Merkmale
An den Basidien reifen 1 bis 4 Sporen heran, letzteres ist die Regel. Die Sporen sind 6 bis 8, seltener 8,5 bis maximal 9 µm lang und mindestens 4, in der Regel jedoch 4,5 bis 5,5 und maximal 6 µm breit. Sie sind etwas dickwandig und sehr variabel geformt. An den Lamellenschneiden sitzen voluminöse, breit ballonförmige Zystiden mit einer Länge von bis zu 110, vereinzelt auch 130 µm und einer Breite von bis zu 38 µm. An der Spitze befindet sich oft ein kurzer oder längerer, bis zu 25 µm langer Schnabel – selten können auch zwei Schnäbel pro Basidie auftreten. Die Volva ist mit bis zu 50 µm langen, zylindrischen, septierten und am Ende abgerundeten Haaren besetzt. Sie sind intrazellulär gelblich pigmentiert.

## Ökologie

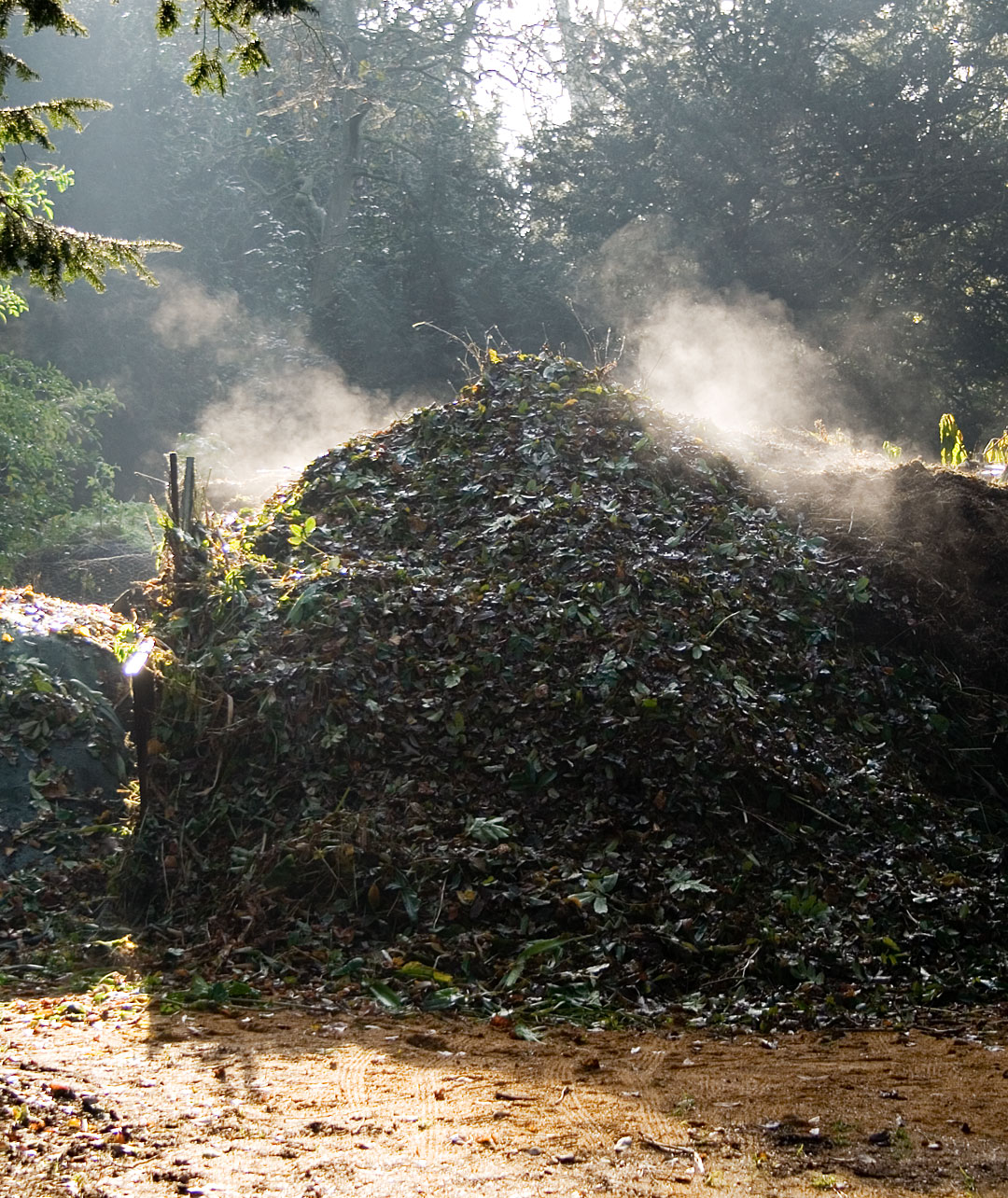
Auch Komposthaufen zählen zum Substratspektrum des Dunkelstreifigen Scheidlings.

Der Dunkelstreifige Scheidling ist ein Saprobiont. Seine Fruchtkörper wachsen von Juli bis Oktober an Wald- und Wegrändern, unter Hecken, auf gedüngten Trockenrasen und Wiesen sowie in Park- und Gartenanlagen. Auch auf stark vermorschtem Laub- und Nadelholz, Detritus und nackter Erde kann der Pilz vorkommen. Darüber hinaus besiedelt die Art Komposthaufen, Trester, Mistbeete und ähnliche Sekundärhabitate.

## Verbreitung
Das Vorkommen des Dunkelstreifigen Scheidlings erstreckt sich auf das tropische Asien, Afrika und die meridionale bis temperate Holarktis. In Ostasien ist die Art in Japan, in Nordamerika in den USA und in Nordafrika in Marokko beheimatet. Vom europäischen Kontinent existieren Nachweise aus dem Süden (Italien, Rumänien), Westen (Frankreich, Niederlande), der Mitte (Deutschland, Österreich, Polen, Schweiz, Tschechien) sowie dem Nordosten (Oblast Kaliningrad). Selbst aus Nordeuropa (Dänemark, südliches Norwegen und Schweden) gibt es Fundmeldungen, wenngleich der Pilz nordwärts den 58. Breitengrad in der Regel nicht überschreitet. Lediglich in Norwegen wird von vereinzelten Aufsammlungen bis zum 62. Breitengrad berichtet.
In Deutschland streut der Dunkelstreifige Scheidling äußerst lückig über Bayern und Baden-Württemberg. Vereinzelt kann die Art im Saarland, in Nordrhein-Westfalen, Thüringen, Sachsen-Anhalt, Sachsen, Brandenburg und im südlichen Niedersachsen gefunden werden. Dagegen stehen Nachweise aus Hessen, Mecklenburg-Vorpommern, Rheinland-Pfalz und Schleswig-Holstein noch aus.

## Bedeutung

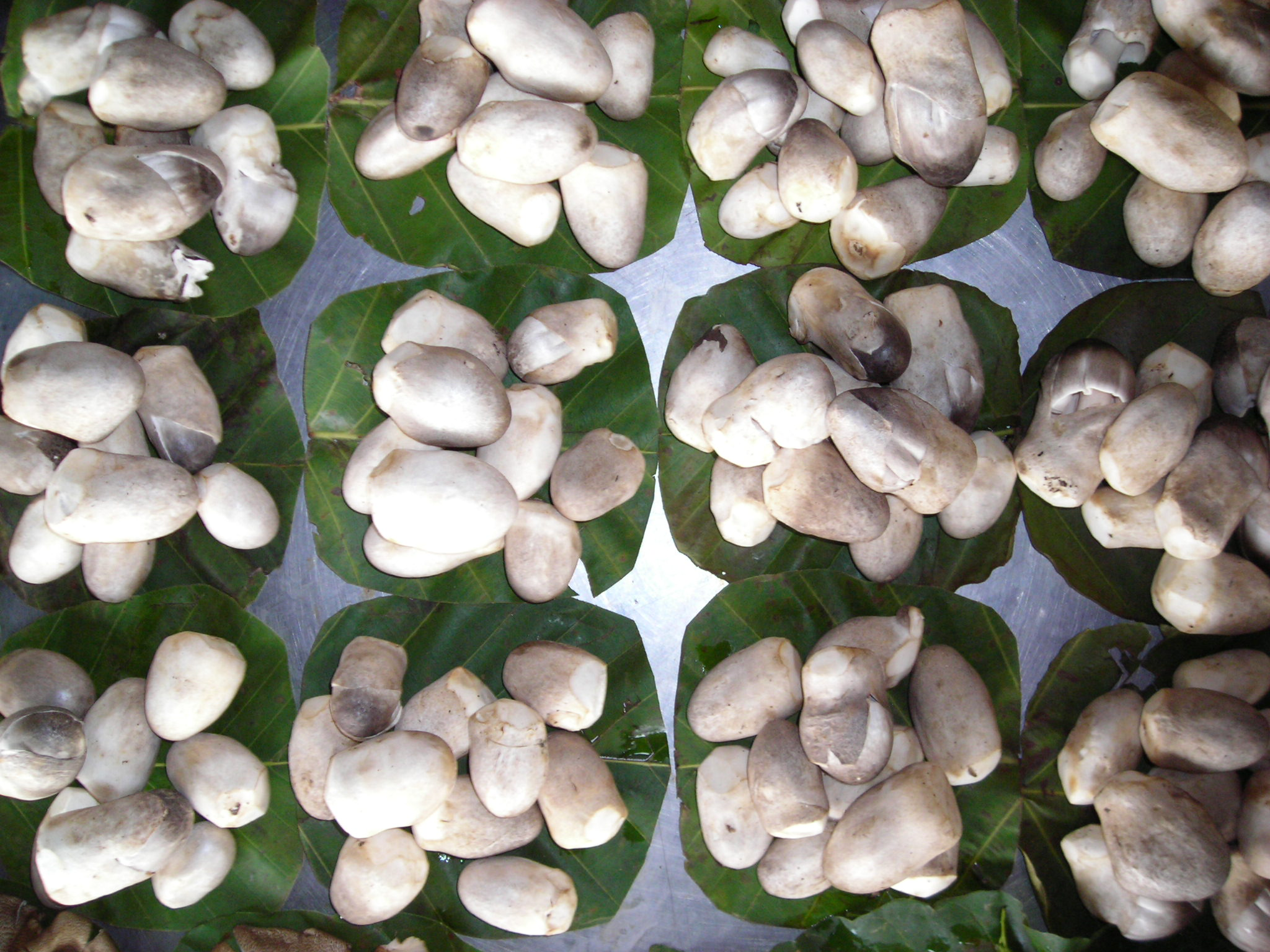
In der asiatischen Küche hat der Reisstrohpilz einen festen Platz.

In der thailändischen und chinesischen Küche findet der Blätterpilz in Pfannengerichten, Suppen und Schmorgerichten vielfältige Anwendung und hat als Zuchtpilz eine wirtschaftliche Bedeutung. In Thailand wird er als „Het Fang“, เห็ดฟาง bezeichnet. Die Zucht erfolgt auf Reisstroh-Substrat unter schattenspendenden Palmwedeln, wodurch ein wachstumsförderndes Mikroklima erzeugt wird. Die Art wird mittlerweile auch in Mitteleuropa als Konserve im asiatisch geprägten Lebensmittelhandel angeboten.
Roh ist der Dunkelstreifige Scheidling allerdings giftig, da er hämolytisch und agglutinierend wirkt, also rote Blutkörperchen auflöst beziehungsweise verklumpen lässt.

## Systematik

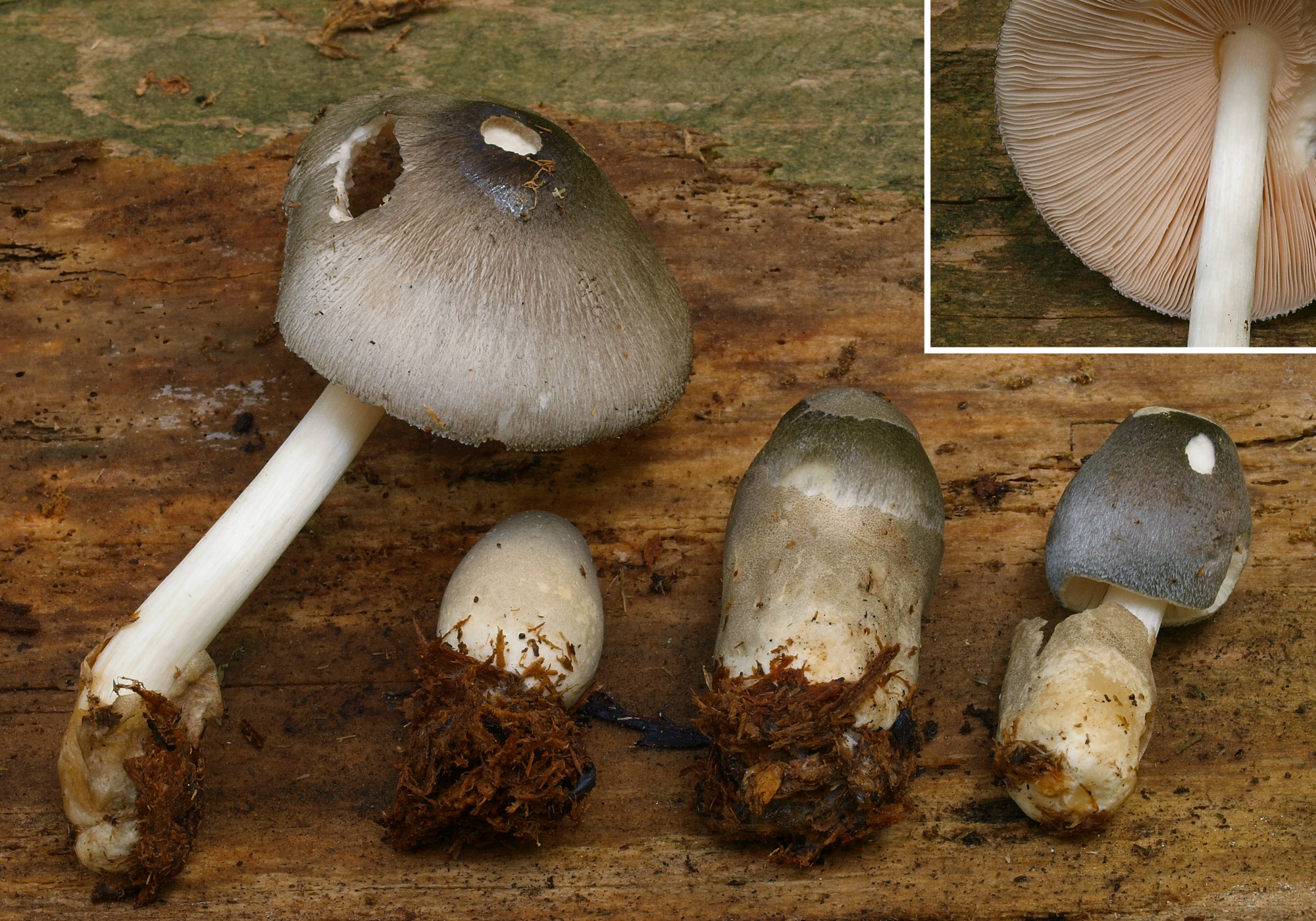
Der Schwarzvolva-Scheidling (Volvariella nigrovolvacea) ist ein nah verwandter Doppelgänger des Dunkelstreifigen Scheidlings.

Für den Dunkelstreifigen Scheidling werden neben der Nominatform folgende Varietäten anerkannt:
- Volvariella volvacea var. heimii Singer
- Volvariella volvacea var. masseei Singer & Wasser
- Volvariella volvacea var. nigricans Kawam. ex Hongo

Sehr ähnlich sieht der aus Tschechien im Jahre 1974 durch Cyril Kosina erstmals beschriebene Schwarzvolva-Scheidling (Volvariella nigrovolvacea) aus: Dessen Fruchtkörper haben allerdings im Gegensatz zum Dunkelstreifigen Scheidling einen kahlen Stiel. Der Artrang dieses Taxons ist umstritten.